# Лаодика (жена Митридата IV)
Лаодика (др.-греч. Λαοδίκη; II век до н. э.) — сестра и супруга понтийского царя Митридата IV.

## Биография
Родителями Лаодики были Митридат III и Лаодика, а братьями — Фарнак I и Митридат IV.
После смерти Фарнака трон занял Митридат IV, а Лаодика стала его женой. Видимо, это произошло не сразу и связано с борьбой различных группировок при дворе. По замечанию исследователей, целью заключения этого брака было закрепление прав на престол после смерти Фарнака, оставившего малолетнего сына — будущего Митридата V (возможно, рождённого не от Нисы). Митридат IV первоначально выступал в роли регента при юном племяннике, однако после женитьбы на сестре получил царский титул и трон, который разделил вместе с Лаодикой. Принятие им титула Филопатор («любящий брата» или «любящий сестру») может обозначать подчёркиваемые чувства супругов к своему брату Фарнаку, чьими законными преемниками они хотели побудить считать себя народ и других правителей.
Изображения олимпийских божеств на монетах, отчеканенных во время правления Лаодики и её брата, подчёркивают занятый курс на сближение Понта с эллинистическим миром Эгеиды и Причерноморья. Также Лаодика, как и её предшественницы, имевшие отношение к дому Селеквидов, считается хранительницей греко—македонских традиций.
После смерти мужа Лаодика ещё какое-то время продолжала управлять страной вместе с племянником, что также следует из обнаруженного нумизматического материала. Неизвестно, когда и при каких обстоятельствах молодой царь начал властвовать самостоятельно.